# Jean Speegle Howard
Ne doit pas être confondu avec l'actrice et photographe Jean Howard (1910-2000).
Pour les articles homonymes, voir Howard.
Jean Speegle Howard, née le 31 janvier 1927 à Duncan dans l'Oklahoma aux États-Unis et morte le 2 septembre 2000 à Los Angeles en Californie aux États-Unis, est une actrice américaine de cinéma et de télévision. Elle est apparue dans plus de 30 séries télévisés, notamment des sitcoms comme Mariés, deux enfants (1994-1996) ou Buffy contre les vampires (1997), de 1975 jusqu'à sa mort.

## Biographie

### Jeunesse
Jean Frances Speegle est la fille de Louise (née Dewey) et de William Allen Speegle.

### Carrière
Bien qu'elle soit actrice au cinéma et à la télévision depuis son plus jeune âge, elle met sa carrière de côté pour élever ses fils, Ron, né en 1954, et Clint, né en 1959. Elle apparaît dans le film Frontier Woman de 1956 aux côtés de son mari Rance Howard et de leur fils Ron Howard, alors âgé de deux ans. En 1975, toute la famille a joué dans le téléfilm Huckleberry Finn. Jean apparaît ensuite dans un petit rôle dans le film Cocoon de 1985. Dans le film de Noël de 1986 Noël dans la montagne magique, elle joue la vieille dame Jezebel aux côtés de son mari, qui jouait le Dr Jennings.
Jean Speegle Howard apparaît régulièrement comme guest-star à la télévision et au cinéma dans les années 1990, dans des séries populaires telles que Mariés, deux enfants, Une maman formidable, Buffy contre les vampires, Loïs et Clark : Les Nouvelles Aventures de Superman, Les Années coup de cœur ou Roseanne. Elle joue également dans Les jumelles s'en mêlent aux côtés de Mary-Kate et Ashley Olsen. Elle joue dans les films Le Journal de 1994 et Matilda de 1996.
Elle interprète la mère de l'astronaute James Lovell dans le film Apollo 13 de 1995. Lorsque les circonstances semblent sombres pour l'équipage, le personnage de Howard dit avec assurance : « Si on pouvait faire voler une machine à laver, mon Jimmy la ferait atterrir ! » (« If they could get a washing machine to fly, my Jimmy could land it. ») Son fils et réalisateur du film, Ron Howard, a déclaré : « C'était un grand moment. »

### Vie privée
Elle épouse l'acteur Rance Howard, également de Duncan (Oklahoma), en 1949. Leurs fils sont l'acteur et cinéaste Ron Howard et l'acteur Clint Howard. Parmi ses petits-enfants figurent les actrices Bryce Dallas Howard et Paige Howard, la jumelle de Paige, Jocelyn Carlyle, et leur frère Reed Cross.

### Mort
Le 2 septembre 2000, Jean Speegle Howard est décédée à Los Angeles, en Californie, d'une maladie cardiaque et respiratoire. Elle avait 73 ans. Elle est enterrée au Hollywood Forever Cemetery, à côté de son mari décédé en 2017.
Le film de 2000 Le Grinch, réalisé par son fils Ron, comprend une dédicace à sa mémoire au début du générique de fin, dans laquelle il est écrit qu'elle « aimait beaucoup Noël ». Le film comprend les performances de son fils Clint (dans le rôle de l'adjoint au maire), de son mari Rance (dans le rôle de l'Ancien gardien du temps) et de sa petite-fille Bryce (dans le rôle d'une Chou).

## Filmographie

### Cinéma
- 1956 : Frontier Woman de Ron Ormond : une villageoise
- 1969 : Old Paint (court-métrage) de Ron Howard : la mère
- 1985 : Cocoon de Ron Howard : une femme
- 1986 : Gung Ho, du saké dans le moteur de Ron Howard : la dame du marché
- 1988 : Fantômes en fête (Scrooged) de Richard Donner : Mme Claus
- 1992 : I Don't Buy Kisses Anymore de Robert Marcarelli : la vieille femme
- 1994 : Le Journal (The Paper) de Ron Howard : la volontaire de l'hôpital
- 1995 : Apollo 13 de Ron Howard : Blanche Lovell
- 1995 : Le pouvoir de vaincre (The Power Within) (direct-to-video) de Art Camacho : Dre. Richman
- 1996 : Black Sheep de Penelope Spheeris : la vieille femme
- 1996 : Where Truth Lies de William H. Molina : Mme Gloria Smith
- 1996 : Matilda de Danny DeVito : Mme Folyot (Mrs. Phelps en VO)
- 1996 : Président ? Vous avez dit président ? (My Fellow Americans) de Peter Segal : la femme asthmatique en tournée
- 1997 : Les Truands (Traveller) de Jack N. Green : la grand-mère de Bokky
- 1997 : Los Locos de Jean-Marc Vallée : la mère supérieure
- 1997 : Sparkle and Charm de William Brent Bell : Patricia
- 1998 : L'appel du crime (The Night Caller) de Robert Malenfant : Olivia
- 1998 : Spoiler de Jeff Burr : Jillian / Jennifer
- 1998 : Hundred Percent de Eric Koyanagi
- 1998 : Express: Aisle to Glory (court-métrage) de 	Jonathan Buss : Grand-mère Gillespie
- 2000 : The Hiding Place de Douglas Green : Sally

### Télévision
- 1975 : Huckleberry Finn (téléfilm) de Robert Totten : la veuve Douglas
- 1986 : Noël dans la montagne magique (A Smoky Mountain Christmas) (téléfilm) de Henry Winkler : la vieille dame Jezebel
- 1987 : Matlock : Mme Wilson (saison 1, épisode 24)
- 1987 : Clair de lune (Moonlighting) : Mme Cousins (saison 4, épisode 4)
- 1989 : Snoops : la vieille femme #1 (saison 1, épisode 7)
- 1989 : Corky, un adolescent pas comme les autres (Life Goes On) : Miss Pith (saison 1, épisode 11)
- 1990 : Equal Justice : Rose Heckl (saison 1, épisode 6)
- 1990 : Fall from Grace (téléfilm) de Karen Arthur : Leota Doyle
- 1990 : We'll Take Manhattan (pilote) de Andy Cadiff : Mme Feinberg
- 1990 : Dream On : Mme Donner (saison 1, épisode 10)
- 1990 : Le Grand Tremblement de terre de Los Angeles (The Big One: The Great Los Angeles Earthquake) (téléfilm) de Larry Elikann : une femme dans la rue
- 1990 : Adam-12 : la vieille femme (saison 1, épisode 10)
- 1993 : Les Années coup de cœur (The Wonder Years) : Jane Gustafson (saison 6, épisode 20)
- 1993 : Fallen Angels : Dolly (saison 1, épisode 4)
- 1993 - 1996 : Loïs et Clark : Les Nouvelles Aventures de Superman : 
  - la vieille femme (saison 1, épisode 5)
  - Bertha Emory (saison 4, épisode 9)
- 1994 : La Maison en folie (Empty Nest) : Mildred (saison 6, épisode 15)
- 1994 : Search and Rescue (téléfilm) de Paul Krasny : Grand-mère Flo
- 1994 : Good Advice : Mme Coulson (saison 2, épisode 9)
- 1994 - 1996 : Mariés, deux enfants : 
  - la vieille femme (saison 8, épisode 24)
  - Sylvia (saison 9, épisode 5)
  - Ceil (saison 9, épisode 22)
  - Claire (saison 10, épisode 23)
- 1994 - 1996 : Une maman formidable : Mme Boudreau (saison 2, épisode 12 et saison 4, épisode 6)
- 1995 : Roseanne : Irene Cornelli (saison 7, épisode 13)
- 1995 : Pig Sty : Grand-mère Fitzgerald (saison 1, épisode 6)
- 1995 : Runway One (téléfilm) de David Drury : une femme de la maison de retraite
- 1995 : Live Shot (saison 1, épisode 7)
- 1995 : Mad TV : la vieille femme (saison 1, épisode 3)
- 1995 : Deadly Games : Olive Fox (saison 1, épisode 9)
- 1996 : The Louie Show : la femme du mari infidèle (saison 1, épisode 2)
- 1996 : Mike Land Détective (Land's End) : Dorothy Dunleevy (saison 1, épisode 21)
- 1996 : Malcolm & Eddie : Gladys (saison 1, épisode 1)
- 1996 : Homeboys in Outer Space : Ernestine (saison 1, épisode 1)
- 1996 - 1998 : Unhappily Ever After : 
  - Mme McGillicuddy (saison 3, épisode 7)
  - Mme Lewcowitz (saison 3, épisode 11)
  - Miss Mugglesworth (saison 4, épisode 12)
  - Mme Neezballs (saison 5, épisode 8)
- 1997 : Ellen : Bernadette (saison 4, épisode 20)
- 1997 : Buffy contre les vampires (Buffy the Vampire Slayer) : la vraie Natalie French (saison 1, épisode 4)
- 1997 : Beyond Belief: Fact or Fiction : Beverly Hannon (saison 1, épisode 2 : The Viewing)
- 1997 : Total Security : la voisine (saison 1, épisode 3)
- 1997 : Meego : Edith (saison 1, épisode 8)
- 1997 - 1998 : Fired Up : Mme Morton (saison, 3 épisodes)
- 1998 : Un toit pour trois (Two Guys, a Girl and a Pizza Place) : Mrs. Wexler (saison 1, épisode 5)
- 1998 : Mr. Murder (téléfilm) de Dick Lowry : Elaine
- 1998 : Les jumelles s'en mêlent (Two of a Kind) : Mme Baker (saison 1, épisodes 1 et 10)
- 1999 : The Norm Show : la mère (saison 2, épisode 2)